# MTV Music
MTV Music 24 war ein digitaler Musiksender, der in Kooperation mit der MFD Mobiles Fernsehen Deutschland und MTV Networks Germany produziert wurde. Der Fokus lag auf Musikvideos der internationalen Top-50-Musikcharts.
Während MTV die Musikvideos lieferte, bereitete die MFD das Programm speziell für Mobiltelefone auf. Dies erklärte die nahezu bildschirmfüllenden Einblendungen im Programm. Dennoch war MTV Music 24 auch über das konventionelle Fernsehen im Bezahlfernsehen innerhalb des MTV Unlimited-Paketes zu empfangen. Es existiert auch ein Sender namens MTV Music UK & Ireland, wobei er den Sender MTV Shows ersetzte.
Im deutschen Sprachraum war der Sender in Deutschland, Österreich und der Schweiz verfügbar. Bereits vom 1. Mai 2006 bis zum 31. Mai 2008 gab es MTV Music als mobile Version in Deutschland. Warum der Sender damals eingestellt wurde, ist nicht bekannt.
Ab dem 30. September 2019 wird der Anbieter Technisat sein bisheriges Paket "MTV Unlimited", worin auch MTV Music 24 enthalten ist, einstellen. Alternativ war MTV Music 24 seit Mai 2019 über Diveo, einen Anbieter der M7 Deutschland und Kooperationspartner von Technisat, im "Entdecker"- und "Vielfalt"-Paket zu empfangen. Zum 1. Juni 2021 wurde der Sender eingestellt und durch Nick Music ersetzt.

## Empfangbar in Deutschland, Österreich & Schweiz
- Satellit:  TechniSat, Diveo, AustriaSat (Österreich)
- Kabel:  LiWest (Österreich)
- IPTV:  Alice, Swisscom (Schweiz)

## Ehemalige Logos

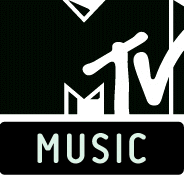
Verwendet von 1. Juli 2011 bis zum 30. September 2013
Verwendet von 1. Oktober 2013 bis zum 4. April 2017
Verwendet von 5. April 2017 bis zum 31. März 2019
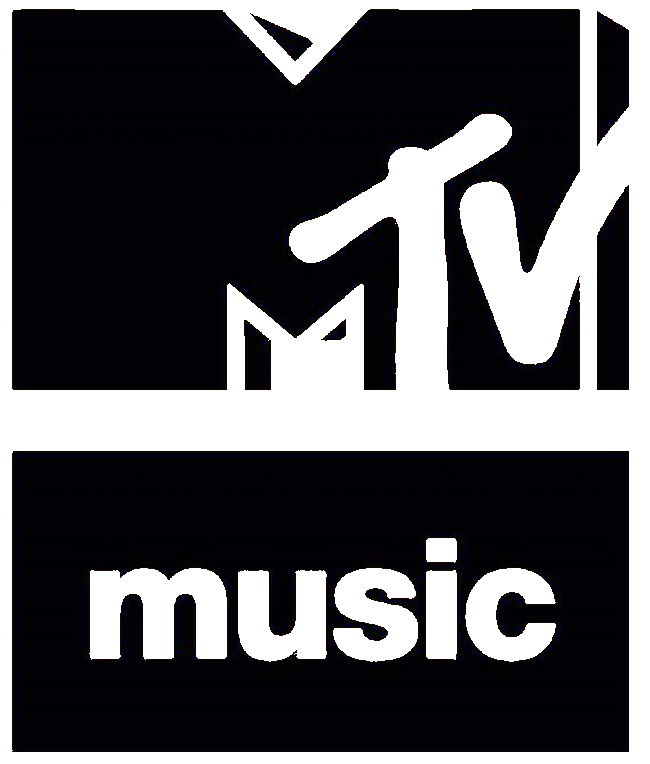
Verwendet ab 1. April 2019